# José Antonio Barroso
José Antonio Barroso Toledo (Puerto Real, Cádiz, 14 de abril de 1952) es un político español de Izquierda Unida. Fue alcalde de la villa de Puerto Real desde el 19 de abril de 1979 al 17 de junio de 1995 y posteriormente desde el 2 de enero de 1999 hasta el 11 de junio de 2011. Es el primer alcalde democrático de la villa de Puerto Real.

## Biografía
Oriundo de Puerto Real, y oficial tubero de profesión, fue presidente del Comité de Empresa de los astilleros de Puerto Real. Militante desde su juventud del Partido Comunista de España (Internacional) (más tarde Partido del Trabajo de España), fue elegido alcalde en las elecciones municipales de 1979 al frente del PTE, con el 28% de los votos. Tras la disolución de esta formación organizó Unidad Puertorrealeña, ganando con mayoría absoluta los comicios de 1983.
Integrado en Izquierda Unida desde su fundación en 1986 volvió a ganar con mayoría absoluta las elecciones de 1987. Por discrepancias en el seno de la formación izquierdista, en 1991, funda la Agrupación Democrática de la Izquierda (ADI), que rompe todo pronóstico y gana con mayoría absoluta las municipales de 1991, con más de un 62% de los votos (15 concejales de un total de 21).
Para los comicios de 1995 retorna a las filas de Izquierda Unida, perdiendo la alcaldía en 1995 tras un pacto de todas las fuerzas políticas de la oposición (PSOE, PP, C+EyS (hoy Los Verdes) y PA) y una importante pérdida de votos (más de un 30%) quedándose con tan solo 7 ediles. En 1999, 2003 y 2007 volvió a ganar las elecciones, aunque con mayoría relativa.
Fue elegido diputado al parlamento andaluz por Cádiz, en la legislatura de 1986 a 1989.
En las elecciones generales de 2008 encabezó la lista de IU al Congreso de los Diputados por la Provincia de Cádiz, pero no obtuvo escaño al alcanzar el 4,8% de los votos. En esta misma etapa ingresa en el Partido Comunista de España (PCE).
El 27 de octubre de 2008 fue llamado a declarar por el juez de la Audiencia Nacional Fernando Grande-Marlaska, acusado de un delito de injurias graves al Rey, a causa de unas declaraciones hechas en un acto de conmemoración de la Segunda República Española. En ellas acusaba a Juan Carlos de Borbón de ser de condición corrupta entre otras expresiones.
En abril de 2009 volvió a acusar al Rey de genocida por su responsabilidad como Jefe Supremo de las Fuerzas Armadas de España por mandar al ejército en la Guerra de Irak.
El 22 de mayo de 2011 pierde las elecciones en el municipio, pasando su partido de 8 a 2 ediles. Con estos resultados electorales dimite oficialmente el 26 de mayo como líder del partido en el municipio. Ante esta nueva situación declaró:

Lo primero que voy a hacer es apuntarme al paro y hacer política sin las limitaciones que mi cargo suponía